# Prince Edward Island Route 1A
Die Route 1A in der ostkanadischen Provinz Prince Edward Island hat eine Länge von rund 20 km. Sie führt als Verbindungsstrecke zwischen dem Trans-Canada Highway, der Route 1, und der Route 2 von Albany Corner im Süden der Insel nach Travellers Rest bei Summerside. Die Strecke wird, obwohl sie an den Straßen nicht gesondert gekennzeichnet wird, als Highway erster Ordnung (Arterial Highway) geführt.